# Тамашда (Бихор)
Тамашда (рум. Tămașda) насеље је у Румунији у округу Бихор у општини Аврам Јанку. Oпштина се налази на надморској висини од 91 m.

## Становништво
Према подацима из 2002. године у насељу је живело 1135 становника.

### Попис2002.
| Расподела становништва по националности 2002.‍ | Расподела становништва по националности 2002.‍ | Расподела становништва по националности 2002.‍ | Расподела становништва по националности 2002.‍ | Расподела становништва по националности 2002.‍ |
| --------------------------------------------- | --------------------------------------------- | --------------------------------------------- | --------------------------------------------- | --------------------------------------------- |
|                                               |                                               |                                               |                                               |                                               |
| Румуни                                        | Румуни                                        |                                               | 444                                           | 39,2%                                         |
| Мађари                                        | Мађари                                        |                                               | 171                                           | 15,1%                                         |
| Роми                                          | Роми                                          |                                               | 519                                           | 45,8%                                         |